# Transneft
Transneft (em russo: Транснефть) é um empresa estatal de transportes da Rússia, sendo a maior empresa de oleodutos do mundo. A "Transneft" opera mais de 70 mil quilômetros de tubulações troncais e transporta cerca de 90% do petróleo e 30% dos produtos petrolíferos produzidos na Rússia, além de volumes consideráveis de hidrocarbonetos brutos dos países da Comunidade dos Estados Independentes (CEI). A empresa está sediada em Moscou e é liderada por Nikolay Tokarev.

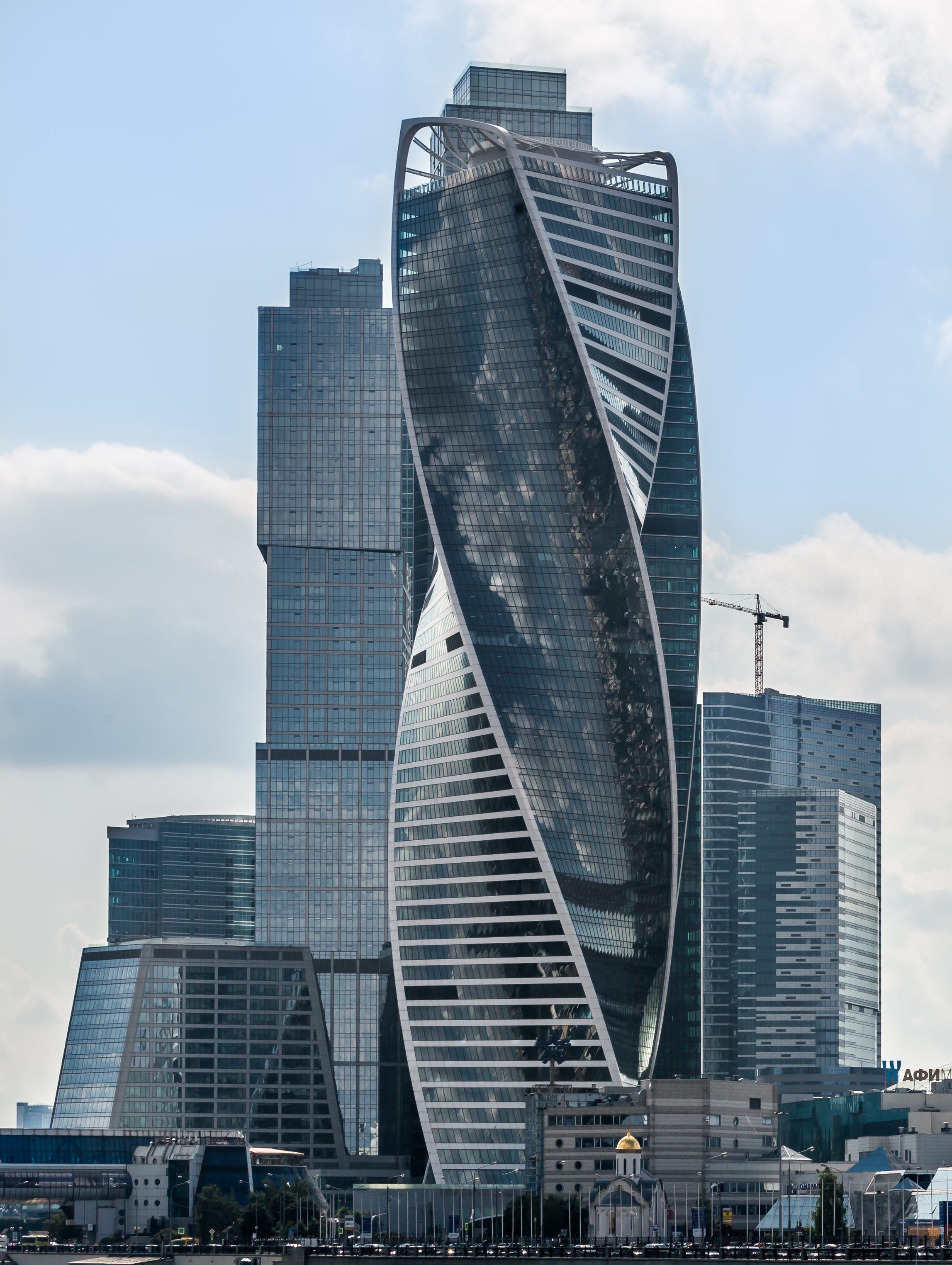
Evolution Tower, a sede da Transneft.